# Erwin Hillbrand
Erwin Hillbrand, eigentlich Josef Erwin Hillbrand, (* 17. März 1899 in Innerbraz; † 16. August 1971 in Feldkirch-Levis) war ein österreichischer Politiker (CSP), Geschäftsführer und Einkaufsleiter. Er war von 1934 bis 1938 Abgeordneter zum Vorarlberger Landtag und von 1948 bis 1950 Vizebürgermeister  von Feldkirch. 

## Ausbildung und Beruf
Hillbrand absolvierte ab 1914 eine kaufmännische Lehre beim Vorarlberger Genossenschaftsverband bzw. Raiffeisenverband in Bregenz und arbeitete zwischen 1926 und 1954 als Geschäftsführer der Verbandsmühle in Feldkirch. Danach war er von 1954 bis 1964 Einkaufsleiter der Verbandsmühle in der Zentrale Bregenz. 

## Politik und Funktionen
Hillbrand wurde 1934 als Standesvertreter des Berufsstandes Industrie und Bergbau vom Vorarlberger Landeshauptmann zum Mitglied des Ständischen Landtags berufen. Er gehörte in der Folge während der Zeit des Ständestaates bzw. des Austrofaschismus vom 14. November 1934 bis zum Anschluss Österreichs am 12. März 1938 dem Landtag an. Er war in der Zwischenkriegszeit Mitglied der Christlichsozialen Ortspartei sowie deren Obmann und ab 1914 Mitglied im Jugendbuch Austria. Lokalpolitisch wirkte er nach dem Zweiten Weltkrieg von 1948 bis 1950 als Vizebürgermeister von Feldkirch, war danach von 1950 bis 1955 Mitglied der Stadtvertretung Feldkirch sowie Stadtrat und wirkte zudem von 1952 bis 1955 als Ortsvorsteher von Levis. 
Hillbrand war von 1945 bis 1955 Obmann des Vorarlberger Müllerverbandes und war ab 1930 als Aufsichtsratsvorsitzender der Raiffeisenkasse Feldkirch aktiv. Zwischen 1944 und 1971 stand er ihr als Obmann vor. Er wirkte zudem als Kammerrat in der Vorarlberger Handelskammer, war Beisitzer der Rückstellungskommission beim Landesgericht Feldkirch, Mitglied im Bezirksschulrat und Beisitzer des Arbeitsgerichtes. Des Weiteren engagierte er sich als Laienrichter beim Handelssenat des Landesgerichtes Feldkirch, war Vizepräsident des VATC, Obmann des Verkehrsvereins Feldkirch und Vorstandsmitglied des katholisch-kaufmännischen Vereins Brigantia. Zudem hatte der die Funktion des Verwaltungsratsvorsitzenden der Stadtwerke Feldkirch inne.

## Privates
Erwin Hillbrand war der Sohn des Schusters und Gemeindekassiers Josef Anton Nikolaus Hillbrand (1866–1929) und  Anna Maria Theresia Graß (1867–1910). Er heiratete am 22. Februar 1927 in Bregenz Theresia Tötsch (1904–1964) und wurde 1931 Vater eines Sohnes. Hillbrand war in zweiter Ehe ab 1944 mit Maria Claudia Jochum (1906–1994) verheiratet.

## Auszeichnungen
- Goldenes Verdienstzeichen des ÖAMTC

## Weblink
- Biografie von Erwin Hillbrand auf der Website des Vorarlberger Landtags.

| Personendaten    | Personendaten                                                                   |
| ---------------- | ------------------------------------------------------------------------------- |
| NAME             | Hillbrand, Erwin                                                                |
| ALTERNATIVNAMEN  | Hillbrand, Josef Erwin                                                          |
| KURZBESCHREIBUNG | österreichischer Politiker (CSP), Landtagsabgeordneter zum Vorarlberger Landtag |
| GEBURTSDATUM     | 17. März 1899                                                                   |
| GEBURTSORT       | Innerbraz                                                                       |
| STERBEDATUM      | 16. August 1971                                                                 |
| STERBEORT        | Levis (Feldkirch)                                                               |